# Kupreanof (Alaska)
Kupreanof es una ciudad ubicada en el Área censal de Petersburg en el estado estadounidense de Alaska. En el Censo de 2010 tenía una población de 27 habitantes y una densidad poblacional de 1,72 personas por km².

## Geografía
Kupreanof se encuentra en las coordenadas 56°48′52″N 132°58′50″O / 56.81444, -132.98056. Según la Oficina del Censo de los Estados Unidos, Kupreanof tiene una superficie total de 15.72 km², de la cual 9.56 km² corresponden a tierra firme y (39.21%) 6.16 km² es agua.

## Demografía
Según el censo de 2010, había 27 personas residiendo en Kupreanof. La densidad de población era de 1,72 hab./km². De los 27 habitantes, Kupreanof estaba compuesto por el 88.89% blancos, el 0% eran afroamericanos, el 0% eran amerindios, el 7.41% eran asiáticos, el 0% eran isleños del Pacífico, el 0% eran de otras razas y el 3.7% pertenecían a dos o más razas. Del total de la población el 0% eran hispanos o latinos de cualquier raza.

## Localidades adyacentes
El siguiente diagrama muestra a las localidades más próximas a Kupreanof.